# 博奈尔
博奈尔（荷蘭語：Bonaire）是加勒比海中的一个岛屿，現為荷蘭的公共实体，與同為荷蘭公共實體的聖尤斯特歇斯和薩巴合稱為「BES群島」。首府是克拉伦代克。
面积294平方公里，人口20104人（2019年估計），官方语言为荷兰语和帕皮阿门托语，英语和西班牙语也通用于岛上。根据2010年10月10日生效的法案，博奈尔作为一个特别市而直接成为荷兰的一部分。

## 历史
本島於15至16世紀由西班牙帝國發現和統治。1633年，荷蘭為報復西班牙佔領荷屬聖馬丁，佔領了此島。在拿破崙戰爭中，本島則兩度短暫落入英軍控制。
在第二次世界大戰期間，荷蘭流亡政府曾讓此島成為美國的保護國。1944年，當時的荷蘭王儲、後來的女王茱莉安娜偕同時任美國第一夫人愛蓮娜·羅斯福登島巡視軍隊。
1954年，波奈加入新成立的荷屬安地列斯，直至2010年，島民投票希望與荷蘭本土有更緊密的聯繫，遂隨荷屬安的列斯解體與聖佑達修斯、荷屬沙巴併入荷蘭本土，並一同成為省級的「公共實體」。

## 地理
博內爾島距離委內瑞拉海岸約80公里（50英里），位於南美洲大陸架上，因此在地質上被認為是該大陸的一部分。与附近的荷蘭王國构成国阿鲁巴和库拉索并称为「ABC群岛」。
地質學家認為博內爾島是相對較新形成的。當附近的大陸架（現在位於蒙特塞拉特附近，以及該島上火山活動的原因）穿過該地區時，它迫使大量岩石上浮到海面，形成了小安的列斯群島和大安的列斯群島，包括博內爾島。隨著海床上升，在現在乾燥的陸地上生長出巨大的珊瑚礁。這些珊瑚最終暴露在空氣中並死亡，幾千年來成為地表石灰岩沉積物。
沿著海岸線和博內爾島的內部可以看到大量的珊瑚骨骼。該島本質上是一個珊瑚礁，在地質上被向上推出海面。這也導致了今天看到的天然邊緣礁系統，其中珊瑚形成始於海岸線。潮汐變化只有大約 55—60厘米（1.8—2英尺），所以珊瑚從低潮線開始，並沿著島嶼底部的水下拓撲結構繼續前進。與月球相比，博內爾島的潮汐受風和低壓/高壓系統組合的影響更大。
島的北端相對多山，但其最高峰布蘭達里斯山只有240米（790英尺）。島的南部幾乎是平坦的，幾乎不高於海平面。這個南部地區的很大一部分被海水覆蓋，用於生產鹽的蒸發過程。該地區還包括Lac Bay及其大型紅樹林。博內爾島的海岸線上點綴著潟湖和水灣，其中最大的是北部的五島湖。這些潟湖和濕地為各種濱鳥提供了絕佳的棲息地。
小博奈爾島位於博內爾背風面的小島，有著同樣的地質歷史。雖然博內爾島有一些丘陵和海拔變化，但小博奈爾島的表面相當平坦，僅比漲潮高出幾英尺。由於該島尚未開發，小博奈爾島周圍的岸礁系統確實是原始的。較小的島嶼四周環繞著潛水點。

### 氣候
博內爾島氣候溫暖、乾燥（雖然潮濕）且多風。平均氣溫為27.5 °C（81.5 °F），季節性變化為 1.4 °C（2.5 °F），每日變化為5.6 °C（10 °F）。島嶼周圍的海洋溫度在26至30 °C（78 至 86 °F）之間波動。記錄的最高溫度為35.8 °C (96.4 °F)，最低溫度為19.8 °C（67.6 °F）。幾乎恆定的風從東方吹來，平均速度為每小時22公里（12節）。
濕度非常恒定，平均為76%，每天在66%到85%之間波動。年平均降雨量為520毫米（20.5 英寸），其中大部分發生在10月至1月。博內爾島位於颶風帶之外，但其天氣和海洋條件偶爾會受到颶風和熱帶風暴的影響。這種半乾旱氣候有利於各種仙人掌和其他沙漠植物的生長。

### 生態
博內爾島周圍環繞著珊瑚礁，潛水員可以從島上背風側的岸邊進入。該島的整個海岸線於 1979 年被劃定為海洋保護區，以保護脆弱的珊瑚礁和依賴它的海洋生物。有超過350種魚類和60種珊瑚生活在博內爾島的珊瑚礁中。根據2011年的一項調查，巨石星珊瑚（Montastraea ringis）是最常見的珊瑚。2011年，生物學家在博內爾島發現了一種新的水母物種，即劇毒的博內爾島帶狀箱形水母（Tamoya ohboya）。
博內爾島還以其火烈鳥種群和驢保護區而聞名。火烈鳥被島上潟湖的微鹹水所吸引，潟湖是它們賴以生存的蝦的棲息地。博內爾島是加勒比火烈鳥僅有的四個築巢地之一。該保護區位於該島南部的 Pekelmeer，並禁止人類進入。16世紀，歐洲人在博內爾島引進了綿羊、山羊、豬、馬和驢，今天，驢、山羊和豬的後代在島上漫遊。
博內爾島也是易危動物的黃肩亞馬遜鸚鵡的家園。

## 經濟
島上主要以旅遊業為生。其長年溫和而陽光普照的氣候吸引遊客乘郵輪到島上觀光。此外，島南有鹽池以外銷製工業用鹽到海外。受惠於鄰國委內瑞拉的石油業，島上亦有從事石油儲存和轉運。

## 交通
博內爾島的第一個機場位於Tra'i Montaña Subi Blanku附近，建於1936年。當美國士兵於1943年下半年抵達博內爾島時，他們認為機場太小。指揮官說必須建造一個新機場。1943年12月新機場開始建設，1945 年新機場投入使用。
今天，該機場被稱為火烈鳥國際機場，由多間國內和國際航空公司提供服務。提供來往美國航班的包括達美航空公司、美國航空公司和聯合航空公司。提供來往歐洲航空服務的航空公司包括和荷蘭航空。Divi Divi Air和EZ Air提供從庫拉索島出發的空運服務。機場配備了消防站、控制塔和機庫。

## 人口
2019年人口估計為20104人。其大部分居民是非洲裔或混血兒，是歐洲人和非洲人通婚的結果。然而，很大一部分人口有多種來源，包括荷蘭、多米尼加共和國、委內瑞拉、哥倫比亞、蘇里南和美國等。
博內爾島主要是羅馬天主教徒（68%），也有少數新教教徒。與前荷屬安的列斯群島的其他地區一樣，博內爾島的主要宗教是基督教，天主教會尤其重要。儘管該島的統治從信奉天主教的西班牙的轉移到了信奉新教的荷蘭，但天主教仍然是島上的主要宗教。
博內爾島的第二大城市林孔提供眾多定期節日，包括一年一度的西馬丹節（豐收節）和聖胡安節（聖約翰節）。
由於博內爾島是荷蘭的一部分，因此荷蘭語是官方語言，也是所有行政和法律事務的唯一語言。然而，截至2017年它是只有15％人口的主要語言，大約三分之二人口使用帕皮阿門托語作為自己的主要語言。
在2001年的人口普查中，荷蘭語是僅8.8%人口的主要語言。使用最廣泛的語言是帕皮亞門托語，是74.7%民眾的主要語言 ，並得到政府的認可。西班牙語是11.8%人口的主要語言，英語是2.8%的主要語言，其他語言佔1.8%。博內爾島是一個多語言社會，博內爾島的大部分人口至少能用帕皮亞門托語、荷蘭語、英語和西班牙語中的兩種語言交談。

## 聚居地
博奈尔島上有兩個城鎮，克拉倫代克（首府）和林孔。

## 參见
- 荷蘭加勒比區